# Cloche de l'église d'Épône
La cloche de l'église Saint-Béat à Épône, une commune du département des Yvelines dans la région Île-de-France en France, est une cloche de bronze datant de 1597. Elle a été classée monument historique au titre d'objet le 16 janvier 1905. 
La cloche est fondue sur place et appelée Béate.
Inscription: ?